# Melvin Núñez Piña
Melvin Ángel Núñez Piña (Puntarenas, 14 de mayo de 1981) es un pastor, ebanista, comerciante y político que ejerció como diputado de la Asamblea Legislativa de Costa Rica, en representación de la provincia de Puntarenas, para el periodo 2018-2022. Fue electo en las elecciones generales del 2018 con el Partido Restauración Nacional, sin haber tenido experiencia política previa.

## Biografía
Hijo de Jenaro Núñez Ramírez y Vilma María Piña Espinoza. Cursó la primaria en la Escuela San Luis de Fray Casiano y estudió gestión de riesgos en la Universidad Nacional de Costa Rica. También cursó en el Instituto de la Comunicación, Radio y Televisión y tiene preparación en hostelería y servicio al cliente.
Trabajó como presentador de televisión de TV Jacó en el programa "Pan de Vida", ebanista, pastor cristiano, recepcionista, salonero, auditor, operador de grupos, guía de turismo, minibar, bartender y botones.
Se casó el 2 de mayo del 2001 con Yolanda Chaves Mayorga, con quien procreó dos hijos: Génesis en 2004 y Efraín en 2015.

## Trabajo como diputado
Núñez expresó al asumir su cargo estar interesado en las temáticas sociales, de turismo, ambiente, modernización del Estado, educación, derechos humanos, agenda de género, finanzas, generación de empleo, teletrabajo, vivienda, movilidad urbana, descentralización y ruralidad. Durante su cuatrienio fue designado miembro propietario de las comisiones de Agropecuarios, Ingreso y Gasto Público, Turismo y las comisiones especiales sobre la provincia de Puntarenas.

### Controversias
El 17 de agosto de 2019, el periódico digital CRHoy.com reveló un audio grabado por el diputado y que envió a otros colegas congresistas, en el que se quejaba de su salario de 4 millones de colones mensuales y donde afirmó que muchos de los temas que se discutían en el congreso eran "estúpidos" y que no le interesaban. La filtración del audio le hizo ganar notoriedad pública porque en él se le escuchaba quejarse porque el Directorio Legislativo no autorizó darle un carro para trasladarse desde su casa en Puntarenas hasta el Congreso en San José, lo que le llevaba a gastar 1400 dólares al mes por mensualidad de un vehículo que compró. También afirmó que tuvo que gastar una cantidad importante de dinero apenas electo por la "estúpida regla" de asistir usando saco y corbata. En el audio también llama "estúpidos" y "traicioneros" a los diputados que renunciaron a Restauración Nacional y se declararon independientes para unirse al partido Nueva República fundado por quien fuera su candidato presidencial, Fabricio Alvarado. Finalmente, en el audio se le escucha decir que él y sus compañeros son "estúpidos pero no idiotas", lo que le generó ser blanco de memes.
Núñez fue uno de los principales impulsores por reinstaurar en el país la técnica de pesca de camarón mediante la técnica de arrastre, la cual había sido prohibida por la Sala Constitucional en 2013, al constatar los daños causados por esa técnica al ecosistema marino. Su iniciativa de ley logró pasar los dos debates en el Congreso, el primero con 26 votos a favor, 18 en contra y 13 ausentes; y el segundo con 28 votos a favor, 18 en contra y 11 ausentes, luego que la Sala Constitucional determinara (por votación 4 vs. 3) que esta iniciativa no tenía vicios de constitucionalidad pues supeditaba la reactivación de la técnica de pesca con arrastre a que los estudios técnicos que la ley establecía debían hacerse, debían arrojar su viabilidad ambiental. El presidente de la República, Carlos Alvarado Quesada, negó la sanción a la ley y la vetó totalmente por motivos de conveniencia nacional en octubre de 2020. El 16 de septiembre del 2021 el veto fue sometido a votación en el Plenario legislativo, rechazándose el resello con solo 12 votos a favor y 31 en contra, incluida la negativa de múltiples diputados que inicialmente apoyaron la propuesta. Núñez no participó de la votación, pues estaba incapacitado al haber dado positivo a la COVID-19.

### Pandemia de COVID-19
Cuando Costa Rica inició la campaña de vacunación contra la COVID-19 no se le dio prioridad a figuras políticas. Núñez reclamó que los diputados no recibieran antes el inmunizante, sin embargo, cuando hubo suficiente disponibilidad de dosis y los congresistas ya podían irse a vacunar, este fue el único que decidió no hacerlo. El 11 de agosto del 2021, consultado el por qué no se había vacunado, el legislador afirmó que no creía en la efectividad del fármaco ni que fuera a salvar vidas.
Días después, el 7 de septiembre, la oficina de prensa del diputado reveló que Núñez había dado positivo en la prueba de COVID-19 tras haber tenido contacto con otro caso confirmado días atrás. Una semana después fue hospitalizado al presentar problemas respiratorios derivados de la enfermedad. Para ese tiempo, Costa Rica atravesaba un pico importante de contagios y no había camas disponibles en el Hospital de Puntarenas, por lo que fue trasladado de emergencia a San José. Tras seis días internado en el Hospital Nacional Psiquiátrico, que fue reconvertido para atender a pacientes COVID-19 positivos, Núñez exigió su alta médica pese al criterio adverso de los especialistas y se recuperó en su casa; no fue sino hasta el 27 de septiembre que retornó a sus labores como diputado e insistió en su negativa a vacunarse. 
Tras superar la enfermedad, Núñez tomó una posición antivacunas y en contra de las medidas sanitarias para combatir la pandemia. En enero del 2022, en el Plenario legislativo, calificó la vacunación obligatoria a menores de edad como "nazismo", pese a que Costa Rica tiene instaurada esa obligatoriedad, para múltiples vacunas, desde hace décadas y ha sido confirmada su constitucionalidad en reiteradas ocasiones por la Sala Constitucional. Ese día también acusó a la Caja Costarricense de Seguro Social (CCSS) de querer matarlo al suministrarle dextametasona como tratamiento durante su hospitalización, pese a ser diabético. Sin embargo, estudios internacionales han señalado la seguridad y eficacia de ese tratamiento para combatir la COVID-19 moderada y grave, incluso en pacientes que padecen diabetes.